# Gyrinus obliquus
Gyrinus obliquus is een keversoort uit de familie van schrijvertjes (Gyrinidae). De wetenschappelijke naam van de soort is voor het eerst geldig gepubliceerd in 1858 door Francis Walker.